# Ente foreste della Sardegna
L'Ente foreste della Sardegna (in sigla: EFS) era un soggetto pubblico esecutivo della Regione Autonoma della Sardegna  dotato di personalità giuridica di diritto pubblico e di autonomia regolamentare, amministrativa e patrimoniale, istituito nel 1999 con la finalità di tutelare, valorizzare e incrementare le risorse naturali della Sardegna, con particolare riferimento al patrimonio faunistico e forestale. 
È stato soppresso dall'articolo 35 comma 6 della legge regionale n.8 del 27 aprile 2016 e gli è subentrata l'Agenzia forestale regionale per lo sviluppo del territorio e dell'ambiente della Sardegna (in acronimo: Forestas, graficamente reso come FoReSTAS).

## Istituzione

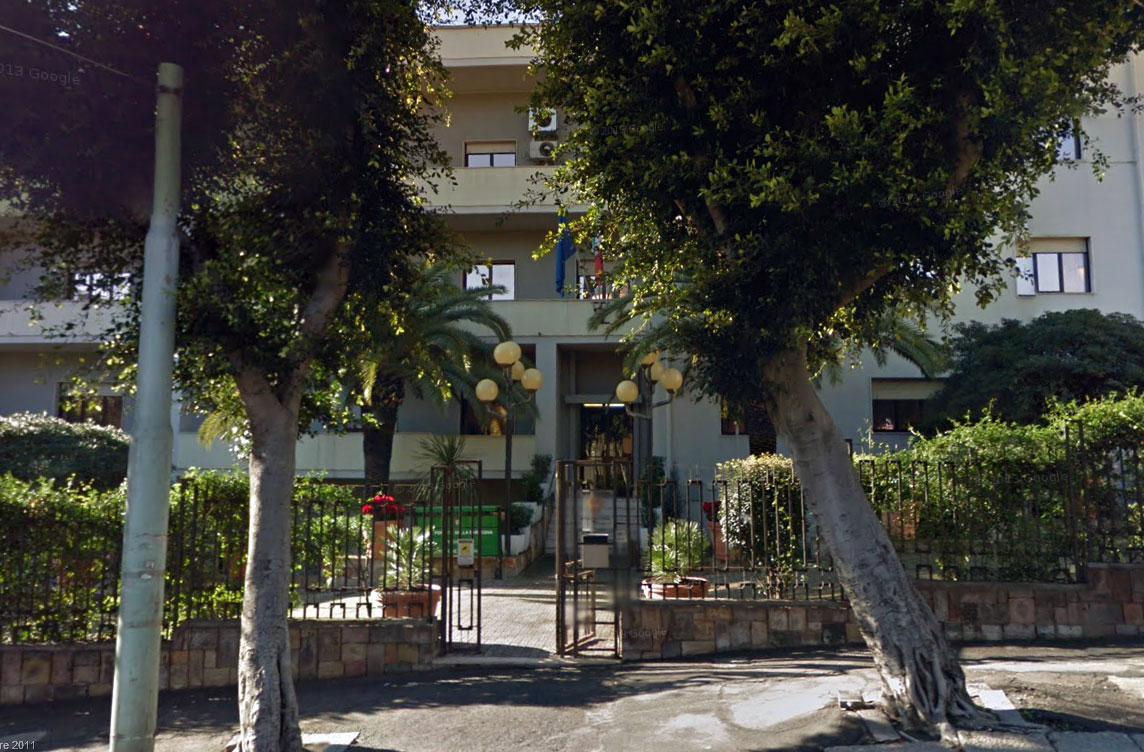

L'EFS fu istituito con la legge regionale n. 24 del 9 giugno 1999 (Istituzione dell'Ente foreste della Sardegna, soppressione dell'Azienda delle foreste demaniali della Regione Sarda e norme sulla programmazione degli interventi regionali in materia di forestazione). La stessa legge soppresse l'Azienda delle foreste demaniali della Regione Sarda, con esecutività a partire dal gennaio del 2000, trasferendone il patrimonio e i compiti istituzionali al nuovo ente.